# Xterra Triathlon
Xterra Triathlon ou XTerra est une série de compétitions de cross triathlon (Off-Road Triathlon) appartenant à la société privée Team Unlimited propriétaire de la marque. Celle-ci organise un circuit de compétitions internationales et qualificatives pour la finale du « championnat du monde de Xterra » qui s'est déroulé à Maui dans l'archipel d'Hawaï aux États-Unis jusqu'en 2021, la ville italienne de Molveno dans la province autonome de Trente a pris le relais. Créée en 1996, elle porte tout d'abord le nom d'« Aqua-terra » avant d’être renommé « Xterra ». Précurseur du cross triathlon ce circuit jusqu'en 2011 fut la seule compétition mondiale de « Triathlon nature ». Sa pratique consiste à enchainer trois épreuves sur des  distances sensiblement équivalentes au triathlon classique, avec 1,5 km de natation en eaux vives, 30 km de VTT et 10 km de trail.

## Historique
Les triathlons hors routes naissent sur l'ile de Maui dans l'archipel d'Hawaï aux États-Unis en 1996, créés par la société privée d'événements télévisés et de marketing Team Unlimited. Issue de rencontre entre vététistes qui apportent leur maitrise technique sur les parcours hors routes et les triathlètes aux capacités athlétiques élevées, qui s'affrontent sportivement dans  une compétition de « triathlon nature » qui prend tout d'abord le nom d'« Aqua-terra ».  Le succès grandissant de ces rencontres permet le développement des compétitions dans le monde. Ce circuit de cross triathlon, terminologie qu'adopte la Fédération internationale de triathlon dans les années 2000, prend le nom officiel de : Xterra. La société Team Unlimited organise un circuit international comprenant une centaine de courses réparties dans seize pays différents.

## Championnat du monde d'Xterra
Le championnat du monde de Xterra se déroule chaque année en fin octobre sur l'ile de Maui dans l'archipel d'Hawaï aux États-Unis.  La participation à cette compétition nécessite une qualification. 800 compétiteurs professionnels et amateurs sont qualifiés chaque année et peuvent participer à l’épreuve. Ce championnat privé est mondialement connu comme le précurseur des compétitions de cross triathlon, il est à cette pratique ce qu'est l'Ironman au triathlon originel et fonctionne selon les mêmes principes. 

### 2015
En, 2015, les tenants du titre l'Espagnol Rubén Ruzafa et la Bermudienne Flora Duffy ont remis leur titre respectif en jeux, tout en faisant office de grands favoris. L'un et l'autre ayant déjà remporté cette année, le championnat du monde organisé par la Fédération internationale de triathlon.
L'Américain Josiah Middaugh pour sa 7e participation à cette finale après avoir fini second en 2012 et 2014, remporte son premier titre de champion du monde. Au terme d'une course qui se déroule dans une chaleur étouffante, il devance le triple champion du monde et tenant du titre. Chez les femmes, la championne en titre ne laisse que peu de chance à ses adversaires de remporter le titre. Faisant état d'une grande forme la championne du monde de cross triathlon (ITU) en 2015, remporte son second titre consécutif.

### 2016
La récente championne du monde ITU sur courte distance en triathlon classique et tenant du titre sur Xterra depuis 2014, a tout simplement dominé l'épreuve du début à la fin.Elle réalise une première mondiale en remportant la même année les titres en triathlon classique et en triathlon cross. La seconde place revient à la Britannique Lesley Paterson, championne 2011 et 2012, auteure d'une belle remontée sur la partie vélo, et la troisième place à l'Américaine Suzie Snyder qui monte pour la première fois sur le podium de la finale mondiale.
Le Mexicain Mauricio Méndez crée une belle surprise en remportant à 21 ans le championnat du monde devant les champions en titres et passés Josiah Middaugh et Rubén Ruzafa.  Le jeune triathlète, après avoir remporté trois épreuves sur le circuit Xterra et un Ironman 70.3 trois semaines avant l'épreuve, a fait jeu égal avec les hommes d'expérience de la compétition et a su s'imposer dans les deux derniers kilomètres de la course à pied en dépassant le favori de l'épreuve, l'Espagnol Rubén Ruzafa.

## Palmarès du championnat du monde

### Palmarès hommes
| Année | Champion (Nombre de titres remportés) | Temps           | 2e               | Temps           | 3e                      | Temps           |
| ----- | ------------------------------------- | --------------- | ---------------- | --------------- | ----------------------- | --------------- |
| 2024  | Arthur Serrières (3/3)                | 2 h 26 min 31 s | Félix Forissier  | 2 h 27 min 45 s | Jens Emil Sloth Nielsen | 2 h 31 min 6 s  |
| 2023  | Arthur Serrières (2/3)                | 2 h 38 min 53 s | Félix Forissier  | 2 h 39 min 21 s | Jens Emil Sloth Nielsen | 2 h 41 min 22 s |
| 2022  | Arthur Serrières (1/3)                | 2 h 38 min 22 s | Arthur Forissier | 2 h 41 min 4 s  | Rubén Ruzafa            | 2 h 41 min 23 s |
| 2021  | Hayden Wilde (1/1)                    | 2 h 18 min 24 s | Arthur Serrières | 2 h 18 min 49 s | Rubén Ruzafa            | 2 h 19 min 17 s |
| 2019  | Bradley Weiss (2/2)                   | 2 h 33 min 40 s | Arthur Serrières | 2 h 34 min 55 s | Rubén Ruzafa            | 2 h 35 min 24 s |
| 2018  | Rom Akerson (1/1)                     | 2 h 52 min 42 s | Bradley Weiss    | 2 h 53 min 17 s | Sam Osborne             | 2 h 54 min 38 s |
| 2017  | Bradley Weiss (1/2)                   | 2 h 32 min 10 s | Mauricio Méndez  | 2 h 33 min 25 s | Rubén Ruzafa            | 2 h 33 min 46 s |
| 2016  | Mauricio Méndez (1/1)                 | 2 h 49 min 39 s | Rubén Ruzafa     | 2 h 51 min 3 s  | Ben Allen               | 2 h 53 min 50 s |
| 2015  | Josiah Middaugh (1/1)                 | 2 h 35 min 32 s | Braden Currie    | 2 h 38 min 30 s | Rubén Ruzafa            | 2 h 40 min 40 s |
| 2014  | Rubén Ruzafa (3/3)                    | 2 h 29 min 56 s | Josiah Middaugh  | 2 h 31 min 11 s | Ben Allen               | 2 h 34 min 50 s |
| 2013  | Rubén Ruzafa (2/3)                    | 2 h 34 min 34 s | Asa Shaw         | 2 h 36 min 1 s  | Ben Allen               | 2 h 36 min 24 s |
| 2012  | Javier Gómez (1/1)                    | 2 h 26 min 50 s | Josiah Middaugh  | 2 h 27 min 40 s | Conrad Stoltz           | 2 h 30 min 3 s  |
| 2011  | Michael Weiss (1/1)                   | 2 h 27 min 0 s  | Dan Hugo         | 2 h 27 min 33 s | Eneko Llanos            | 2 h 28 min 26 s |
| 2010  | Conrad Stoltz (4/4)                   | 2 h 31 min 7 s  | Franky Batelier  | 2 h 36 min 14 s | Michael Weiss           | 2 h 36 min 45 s |
| 2009  | Eneko Llanos (3/3)                    | 2 h 37 min 22 s | Nicolas Lebrun   | 2 h 38 min 17 s | Michael Weiss           | 2 h 40 min 24 s |
| 2008  | Rubén Ruzafa (1/3)                    | 2 h 37 min 36 s | Michael Weiss    | 2 h 38 min 10 s | Brent McMahon           | 2 h 40 min 56 s |
| 2007  | Conrad Stoltz (3/4)                   | 2 h 40 min 54 s | Olivier Marceau  | 2 h 42 min 5 s  | Brian Smith             | 2 h 42 min 35 s |
| 2006  | Hamish Carter (1/1)                   | 2 h 42 min 36 s | Olivier Marceau  | 2 h 42 min 55 s | Seth Wealing            | 2 h 44 min 5 s  |
| 2005  | Nicolas Lebrun (1/1)                  | 2 h 38 min 19 s | Eneko Llanos     | 2 h 41 min 41 s | Brent McMahon           | 2 h 42 min 1 s  |
| 2004  | Eneko Llanos (2/3)                    | 2 h 28 min 44 s | Olivier Marceau  | 2 h 29 min 45 s | Josiah Middaugh         | 2 h 33 min 28 s |
| 2003  | Eneko Llanos (1/3)                    | 2 h 32 min 56 s | Nicolas Lebrun   | 2 h 36 min 31 s | Justin Thomas           | 2 h 37 min 31 s |
| 2002  | Conrad Stoltz (2/4)                   | 2 h 22 min 55 s | Eneko Llanos     | 2 h 23 min 57 s | Nicolas Lebrun          | 2 h 27 min 37 s |
| 2001  | Conrad Stoltz (1/4)                   | 2 h 28 min 48 s | Kerry Classen    | 2 h 37 min 2 s  | Jimmy Riccitello        | 2 h 37 min 31 s |
| 2000  | Michael Tobin (1/1)                   | 2 h 30 min 53 s | Mike Vine        | 2 h 33 min 10 s | Mike Pigg               | 2 h 33 min 43 s |
| 1999  | Ned Overend (2/2)                     | 2 h 32 min 50 s | Michael Tobin    | 2 h 34 min 26 s | Jimmy Riccitello        | 2 h 35 min 54 s |

| Année | Champion (Nombre de titres remportés) | Temps           | 2e            | Temps           | 3e               | Temps           |
| ----- | ------------------------------------- | --------------- | ------------- | --------------- | ---------------- | --------------- |
| 1998  | Ned Overend (1/2)                     | 2 h 24 min 46 s | Wesley Hobson | 2 h 29 min 16 s | Michael Tobin    | 2 h 31 min 22 s |
| 1997  | Mike Pigg (1/1)                       | 2 h 28 min 48 s | Ned Overend   | 2 h 32 min 12 s | Jimmy Riccitello | 2 h 34 min 49 s |
| 1996  | Jimmy Riccitello (1/1)                | 2 h 27 min 42 s | Mike Pigg     | 2 h 31 min 13 s | Ned Overend      | 2 h 33 min 39 s |

### Palmarès femmes
| Année | Champion (Nombre de titres remportés) | Temps           | 2e                 | Temps           | 3e                   | Temps           |
| ----- | ------------------------------------- | --------------- | ------------------ | --------------- | -------------------- | --------------- |
| 2024  | Solenne Billouin (3/3)                | 2 h 55 min 42 s | Sandra Mairhofer   | 2 h 57 min 34 s | Loanne Duvoisin      | 2 h 58 min 14 s |
| 2023  | Solenne Billouin (2/3)                | 3 h 6 min 12 s  | Alizée Patiès      | 3 h 8 min 10 s  | Diede Diederiks      | 3 h 10 min 49 s |
| 2022  | Solenne Billouin (1/3)                | 3 h 11 min 5 s  | Sandra Mairhofer   | 3 h 12 min 48 s | Alizée Patiès        | 3 h 18 min 39 s |
| 2021  | Flora Duffy (6/6)                     | 2 h 39 min 33 s | Loanne Duvoisin    | 2 h 44 min 59 s | Michelle Flipo       | 2 h 48 min 35 s |
| 2019  | Flora Duffy (5/6)                     | 2 h 49 min 24 s | Lesley Paterson    | 3 h 3 min 36 s  | Héléna Erbenová      | 3 h 4 min 38 s  |
| 2018  | Lesley Paterson (3/3)                 | 3 h 29 min 8 s  | Michelle Flipo     | 3 h 39 min 56 s | Elizabeth Orchard    | 3 h 40 min 54 s |
| 2017  | Flora Duffy (4/6)                     | 2 h 47 min 48 s | Barbara Riveros    | 2 h 56 min 12 s | Laura Philipp        | 2 h 57 min 25 s |
| 2016  | Flora Duffy (3/6)                     | 3 h 15 min 0 s  | Lesley Paterson    | 3 h 25 min 2 s  | Suzanne Snyder       | 3 h 29 min 4 s  |
| 2015  | Flora Duffy (2/6)                     | 2 h 54 min 17 s | Lesley Paterson    | 2 h 59 min 16 s | Emma Garrard         | 3 h 3 min 28 s  |
| 2014  | Flora Duffy (1/6)                     | 2 h 47 min 59 s | Barbara Riveros    | 2 h 50 min 4 s  | Nicky Samuels        | 2 h 56 min 31 s |
| 2013  | Nicky Samuels (1/1)                   | 2 h 57 min 48 s | Lesley Paterson    | 3 h 0 min 14 s  | Flora Duffy          | 3 h 0 min 19 s  |
| 2012  | Lesley Paterson (2/3)                 | 2 h 44 min 11 s | Barbara Riveros    | 2 h 48 min 18 s | Mari Rabie           | 2 h 53 min 55 s |
| 2011  | Lesley Paterson (1/3)                 | 2 h 45 min 59 s | Marion Lorblanchet | 2 h 48 min 8 s  | Héléna Erbenová      | 2 h 51 min 51 s |
| 2010  | Shonny Vanlandingham (1/1)            | 2 h 58 min 20 s | Julie Dibens       | 2 h 59 min 32 s | Marion Lorblanchet   | 3 h 6 min 11 s  |
| 2009  | Julie Dibens (3/3)                    | 2 h 56 min 42 s | Lesley Paterson    | 3 h 4 min 16 s  | Mélanie McQuaid      | 3 h 5 min 46 s  |
| 2008  | Julie Dibens (2/3)                    | 3 h 3 min 57 s  | Danelle Kabush     | 3 h 4 min 56 s  | Shonny Vanlandingham | 3 h 10 min 49 s |
| 2007  | Julie Dibens (1/3)                    | 3 h 1 min 24 s  | Mélanie McQuaid    | 3 h 9 min 52 s  | Jamie Whitmore       | 3 h 11 min 37 s |
| 2006  | Mélanie McQuaid (3/3)                 | 3 h 7 min 53 s  | Danelle Kabush     | 3 h 15 min 58 s | Sibylle Matter       | 3 h 19 min 50 s |
| 2005  | Mélanie McQuaid (2/3)                 | 3 h 7 min 16 s  | Sibylle Matter     | 3 h 8 min 0 s   | Jamie Whitmore       | 3 h 13 min 51 s |
| 2004  | Jamie Whitmore (1/1)                  | 3 h 1 min 35 s  | Mélanie McQuaid    | 3 h 4 min 25 s  | Danelle Kabush       | 3 h 5 min 19 s  |
| 2003  | Mélanie McQuaid (1/3)                 | 2 h 57 min 8 s  | Jamie Whitmore     | 3 h 1 min 14 s  | Candy Angle          | 3 h 6 min 9 s   |
| 2002  | Candy Angle (1/1)                     | 2 h 57 min 33 s | Jamie Whitmore     | 2 h 59 min 10 s | Shari Kain           | 3 h 3 min 20 s  |
| 2001  | Anke Erlank (1/1)                     | 3 h 0 min 59 s  | Cherie Touchette   | 3 h 11 min 51 s | Kerstin Weule        | 3 h 12 min 37 s |
| 2000  | Kerstin Weule (1/1)                   | 3 h 7 min 4 s   | Mélanie McQuaid    | 3 h 9 min 17 s  | Ulrike Blank         | 3 h 17 min 32 s |
| 1999  | Shari Kain (1/1)                      | 3 h 4 min 19 s  | Kerstin Weule      | 3 h 6 min 27 s  | Jody Purcell         | 3 h 8 min 42 s  |

| Année | Champion (Nombre de titres remportés) | Temps           | 2e               | Temps          | 3e              | Temps           |
| ----- | ------------------------------------- | --------------- | ---------------- | -------------- | --------------- | --------------- |
| 1998  | Susan Latshaw (1/1)                   | 2 h 58 min 49 s | Ulrike Blank     | 3 h 0 min 5 s  | Caroline Rahner | 3 h 6 min 27 s  |
| 1997  | Cameron Randolph (1/1)                | 3 h 4 min 25 s  | Lesley Tomlinson | 3 h 4 min 31 s | Susan Latshaw   | 3 h 11 min 32 s |
| 1996  | Michellie Jones (1/1)                 | 3 h 4 min 53 s  | Shari Kain       | 3 h 5 min 5 s  | Sian Welch      | 3 h 20 min 55 s |

### Classements par nation
| Rang | Nation           | 1er | 2e | 3e | Total |
| ---- | ---------------- | --- | -- | -- | ----- |
| 1    | États-Unis       | 7   | 5  | 10 | 22    |
| 2    | Royaume-Uni      | 6   | 6  |    | 12    |
| 3    | Bermudes         | 6   |    | 1  | 7     |
| 4    | Canada           | 3   | 6  | 2  | 11    |
| 5    | France           | 3   | 2  | 2  | 7     |
| 6    | Nouvelle-Zélande | 1   |    | 2  | 3     |
| 7    | Afrique du Sud   | 1   |    | 1  | 2     |
| -    | Australie        | 1   |    | 1  | 2     |
| 9    | Chili            |     | 3  |    | 3     |
| 10   | Suisse           |     | 2  | 2  | 4     |
| 11   | Allemagne        |     | 1  | 3  | 4     |
| 12   | Mexique          |     | 1  | 1  | 2     |
| 13   | Italie           |     | 2  |    | 2     |
| 14   | Tchéquie         |     |    | 2  | 2     |
| 15   | Pays-Bas         |     |    | 1  | 1     |

| Rang | Nation           | 1er | 2e | 3e | Total |
| ---- | ---------------- | --- | -- | -- | ----- |
| 1    | Espagne          | 7   | 3  | 6  | 16    |
| 2    | États-Unis       | 6   | 7  | 10 | 23    |
| 3    | Afrique du Sud   | 6   | 2  | 1  | 9     |
| 4    | France           | 4   | 8  | 1  | 13    |
| 5    | Nouvelle-Zélande | 2   | 1  | 1  | 4     |
| 6    | Autriche         | 1   | 1  | 2  | 4     |
| 7    | Mexique          | 1   | 1  |    | 2     |
| 8    | Costa Rica       | 1   |    |    | 1     |
| 9    | Suisse           |     | 3  |    | 3     |
| 10   | Canada           |     | 1  | 2  | 3     |
| 11   | Royaume-Uni      |     | 1  |    | 1     |
| 12   | Australie        |     |    | 3  | 3     |
| 13   | Danemark         |     |    | 2  | 2     |

## Épreuves et modalités de qualification

### Course en Amérique du Nord
- Xterra Milton, Milton,  Canada [Mi]
- Xterra Victoria, Victoria,  Canada [Vi]
- Xterra Canmore, Canmore,  Canada [Ca]
- Xterra mcDougall, McDougall,  Canada [Md]
- Xterra Québec, Québec,  Canada  [Qu]
- Xterra Sleeping Giant, Sleeping Giant,  Canada [Sg]
- Xterra Woolastok, Woolastook, New-Brunswick,  Canada  [Wo]
- Xterra Oak Mountain, Oak Mountain State Park, Alabama  États-Unis  [Om]
- Xterra Beaver Creek, Beaver Creek,  États-Unis  [Bc]
- Xterra Ogden, Ogden,  États-Unis Championnat Panaméricain  [Og]
- XTerra Costa Rica, Guanacaste,  Costa Rica [Cr]
- XTerra Mexico, Tapalpa,  Mexique [Mx]

| Mi Vi Ca Québec Md Sg Wo Bc Og Om Tapalpa Cr |

### Courses en Europe
- Xterra Malte, Malte,  Malte [Ma]
- Xterra Grèce, Vouliagmeni,  Grèce [Gr]
- Xterra Portugal, Golega,  Portugal [Pt]
- Xterra Belgique, Namur,  Belgique [Be]
- Xterra Suisse, La Brévine,  Suisse [Su]
- Xterra France, Xonrupt,  France [Fr]
- Xterra Nouvelle-Aquitaine , Beaumont-du-Lac,  France [Fr]
- Xterra Italie, Lac de Scanno,  Italie [It]
- Xterra Pologne, Cracovie,  Pologne [Pl]
- Xterra Suède, Stockholm,  Suède [Su]
- Xterra Danemark, Mons Klint,  Danemark [Da]
- Xterra Allemagne, Zittau,  Allemagne [Ge] Championnat d'Europe

| Ma Gr Pt Fr Su Be It Pl Su Da Ge Es |

### Course en Amérique latine
- XTerra Argentina, San Juan,  Argentine [Ag]
- XTerra Brazil, Ilhabela,  Brésil [Br]

### Course en Asie-Pacifique-Océanie
- Xterra Maui, Maui,  États-Unis Championnat du monde  [Maui]
- Xterra Saipan, Saipan,  États-Unis [Sa]
- Xterra Hokkaido, Hokkaido,  Japon [Hk]
- Xterra Korea, Wonju,  Corée du Sud [Kr]
- Xterra Philippines,  Philippines [Ph]
- Xterra New South Wales, Nouvelle-Galles du Sud,  Australie [Ng]
- Xterra New Zealand, Rotorua,  Nouvelle-Zélande [Ro]
- Xterra Malaysia, Langkawi,  Malaisie [My]
- Xterra Tahiti, Tahiti,  France [Th]

| Maui Saipan Hk Kr Ph Ng Ro My Tahiti Ag Br Af |

### Course en Afrique
- Xterra South Africa, Grabouw Western Cape,  Afrique du Sud [Af]

## Aspects extra-sportifs

### Hall of Fame
À l'occasion du 10e anniversaire de la création du circuit Xterra, l'organisation crée le Xterra Hall of Fame. Depuis sa création et chaque année après la finale du championnat du monde, une personnalité de la compétition est introduite en son sein.
- 2005 : Ned Overend
- 2006 : Scott Tinley
- 2007 : Kerstin Weule
- 2008 : Jimmy Riccitello
- 2009 : Michael Tobin
- 2010 : Shari Kain
- 2011 : Scott Schumaker
- 2012 : Jamie Whitmore
- 2013 : Nicolas Lebrun
- 2015 : Conrad Stoltz